# Ohio County, West Virginia
Ohio County är ett administrativt område i delstaten West Virginia, USA, med 44 443 invånare. Den administrativa huvudorten (county seat) är Wheeling.
Countyt grundades 1776. Som huvudort fungerade Black's Cabin från och med januari 1777. Orten fick senare namnet West Liberty. År 1797 blev Wheeling countyhuvudort.

## Geografi
Enligt United States Census Bureau har countyt en total area på 282 km². 275 km² av den arean är land och 7 km² är vatten.

### Angränsande countyn
- Brooke County - nord
- Washington County, Pennsylvania - öst
- Marshall County - syd
- Belmont County, Ohio - väst
- Jefferson County, Ohio - nordväst

### Orter
- Bethlehem
- Clearview
- Triadelphia
- Valley Grove
- West Liberty
- Wheeling (huvudort, delvis i Marshall County)